# Boophis luciae
Boophis luciae es una especie de anfibio anuro de la familia Mantellidae.

## Distribución geográfica
Esta especie es endémica de Madagascar. Habita en el Parque Nacional Andohahela, Parque Nacional Ranomafana, An'Ala, Andasibe, Vohidrazana y Ranomena en el este de la isla.

## Etimología
Esta especie lleva su nombre en honor a Lucía de la Riva, hija de Ignacio J. De la Riva.

## Publicación original
- Glaw, Köhler, De la Riva, Vieites & Vences, 2010 : Integrative taxonomy of Malagasy treefrogs : combination of molecular genetics, bioacoustics and comparative morphology reveals twelve additional species of Boophis. Zootaxa, n.º 2383, p. 1-82[4]